# (8400) Tomizo
(8400) Tomizo (1994 AQ) – planetoida z pasa głównego asteroid okrążająca Słońce w ciągu 4,19 lat w średniej odległości 2,6 au. Odkryta 4 stycznia 1994 roku.